# Damer de la valeriana
El damer de la valeriana (Melitaea diamina) és una espècie de lepidòpter papilionoïdeu de la família dels nimfàlids (Nymphalidae) present als Països Catalans.

## Descripció

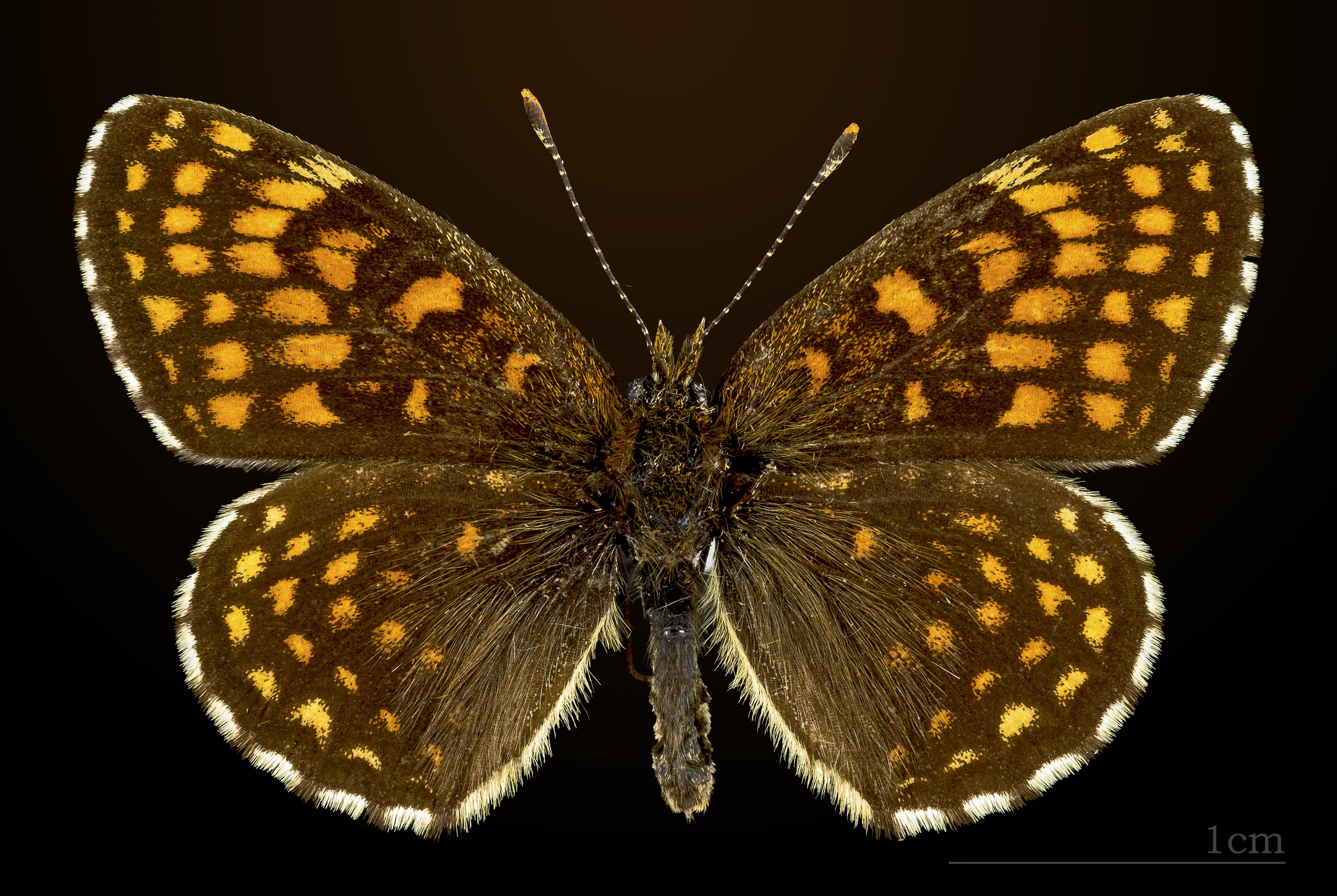
♂
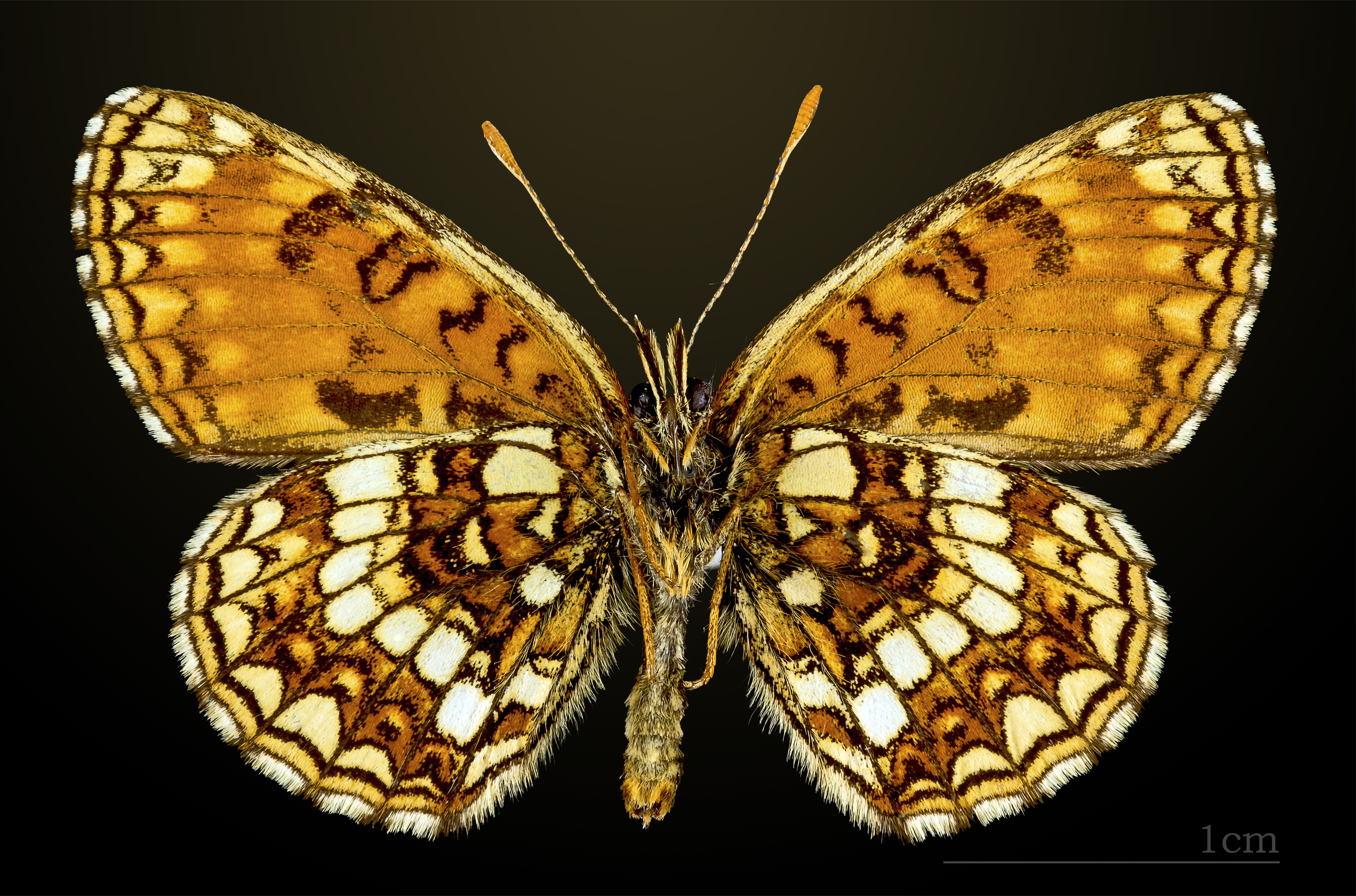
♂ △
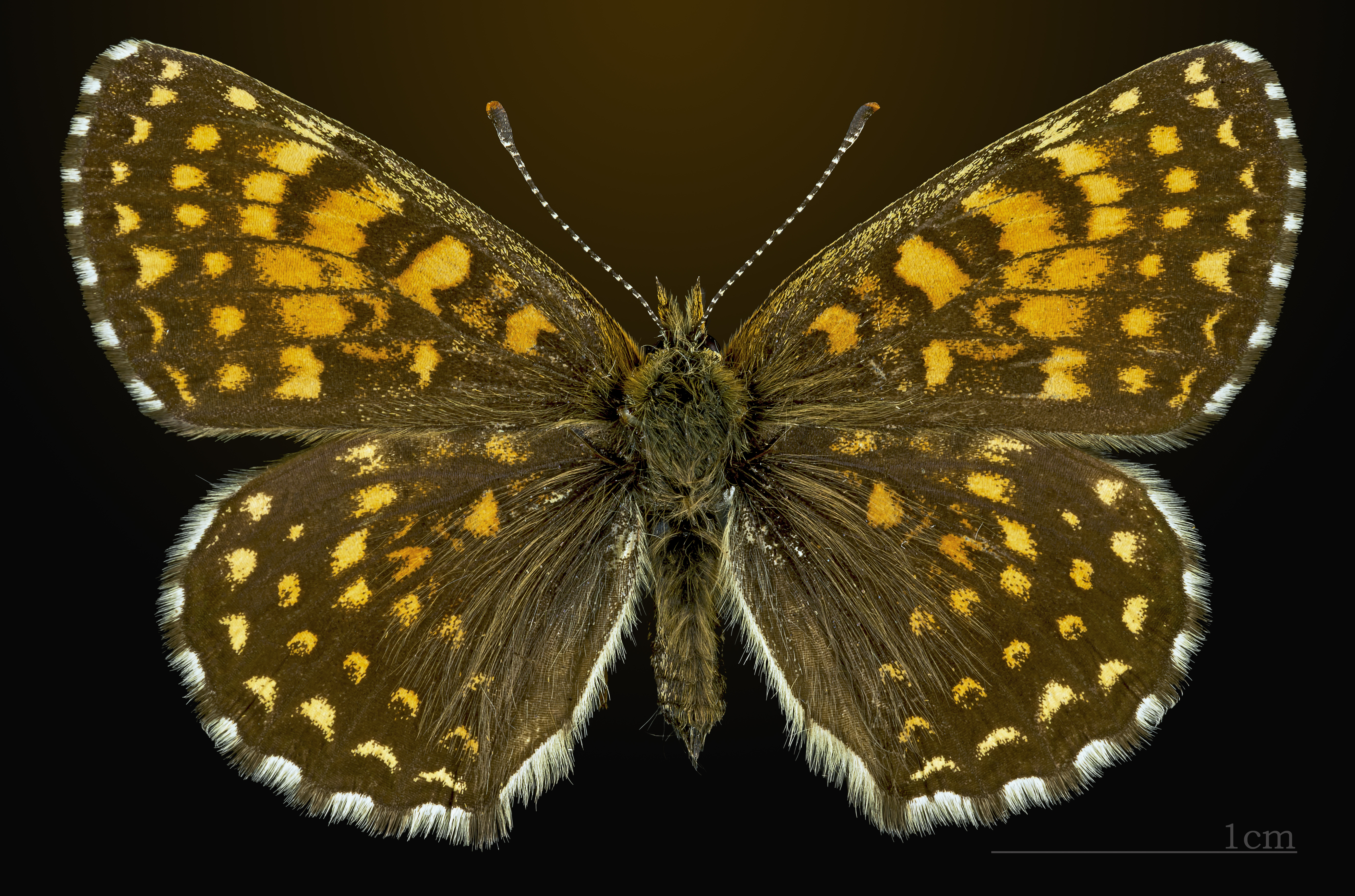
♀
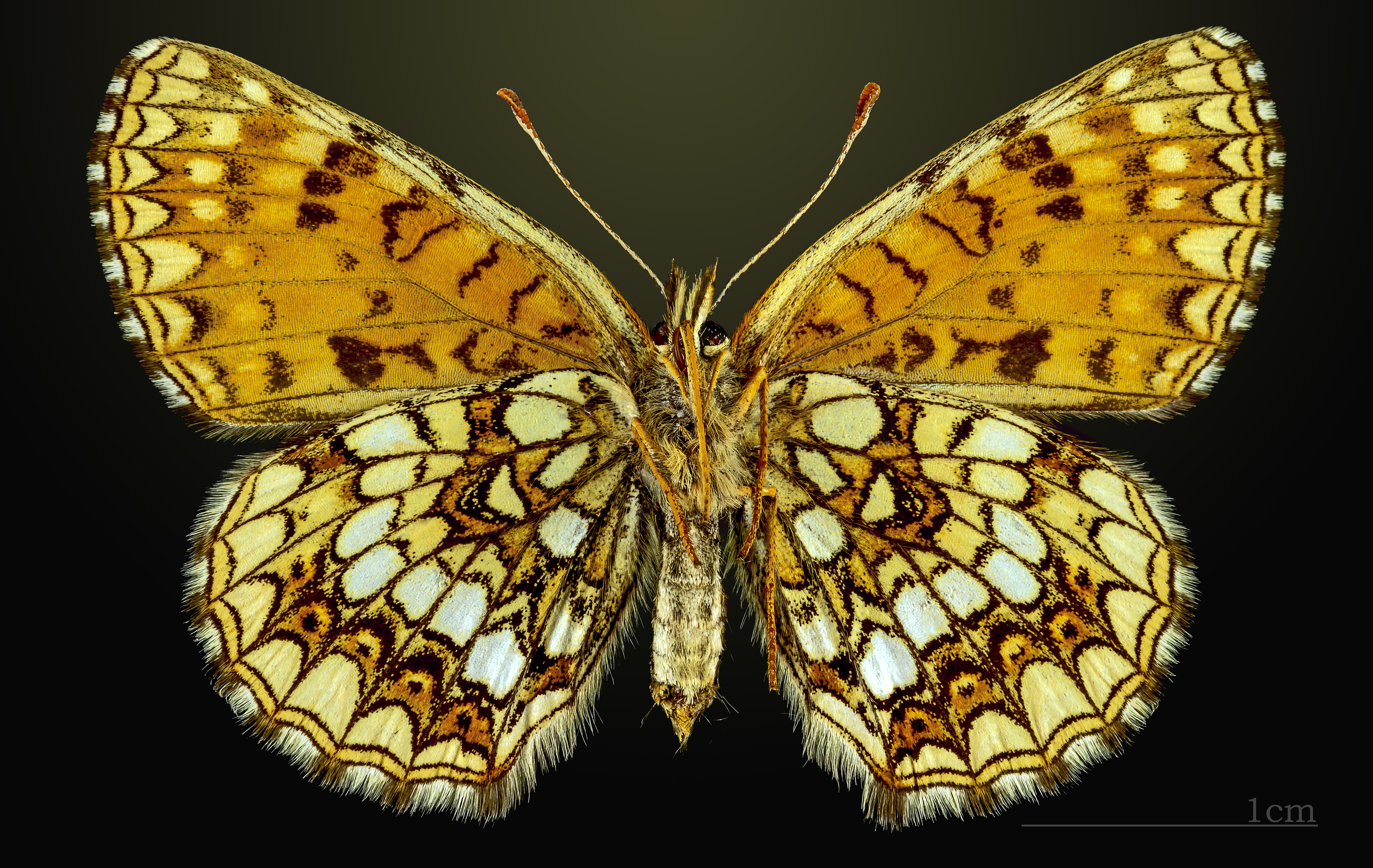
♀ △

## Distribució
Es distribueix pel nord de la península Ibèrica, centre, est i sud-est d'Europa, nord-est Turquia, sud i nord-oest de Rússia, sud de Sibèria, Transbaikal, Amur, Mongòlia, nord-est de la Xina, Corea i Japó. A la península Ibèrica es troba concretament a Galícia, Catalunya, Pirineus i Serralada Cantàbrica.

## Hàbitat
Zones herboses humides amb flors, ocasionalment associades amb boscos. L'eruga s'alimenta de diferents espècies del gènere Valeriana.

## Període de vol i hibernació
A altituds i latituds elevades una generació a l'any entre maig i juliol; al sud dels Alps i Espanya dues, la primera entre maig i juliol i la segona entre agost i setembre. Hiberna com a eruga en nius sedosos.